# Bernd Lechtenfeld
Bernd Lechtenfeld (* 1959 in Koblenz) ist ein deutscher Musiker (Posaune, Bassposaune, Arrangement) des Modern Jazz.

## Leben und Wirken
Lechtenfeld nahm Unterricht bei Jon English und Albert Mangelsdorff und studierte am Berklee College of Music. Er begann seine Karriere als Musiker in den frühen 1980er-Jahren; so wirkte er als Sessionmusiker bei Udo Jürgens’ Album Traumtänzer (Ariola, 1983) und bei Alex Merck mit. Er gehörte weiterhin dem Manfred Schoof Orchester an (Reflections, 1985) und spielte außerdem mit Albert Mangelsdorff, Peter Giger und Joe Gallivan. 
Lechtenfeld war Gründer und Leiter des Cologne Trombone Summit (mit Peter Feil, Dan Gottschall und Lucas Schmid), der 1992 das Album My Dear Mr. Chant Association veröffentlichte. Daneben war er Mitglied im Faculty Jazz Ensemble (Brother „K“, 1996, u. a. mit Remy Filipovitch) und war als Arrangeur für das Bundesjugendjazzorchester („Better Days Ahead“ auf Focus on Vocals, 1997) und verschiedene Landesjugendjazzorchester tätig. Des Weiteren arbeitete er als Posaunist und Arrangeur bei Pepe Lienhard sowie mit der NDR Bigband und der WDR Big Band Köln. Seit 2006 ist er musikalischer Leiter der Reihe „Jazz im Löhrerhof“ des Kulturamts der Stadt Hürth. Ab den 2000er-Jahren spielte er in Georg Rubys Blue Art Orchestra (Album The Topaz Session) und in der Bayer Big Band (A Few Good Men, 2009), 2018 in der Holzband um Gitarrist Matthias Bolz und Saxophonist Thomas Wilke sowie im Duo-Projekt West Side Story mit dem Gitarristen Robert Mensebach. Mit dem Trompeter Ralph „Mosch“ Himmler und dem Tubisten Achim Fink tritt er im Trio Pocket Brass auf.
Zudem war Lechtenfeld als Lehrer an den Musikschulen in Frechen und Hürth tätig und hatte einen Lehrauftrag für Posaune und
Arrangement an der Universität Duisburg. 1996 erhielt er den Kulturpreis der Stadt Bingen.